# Israel Galván

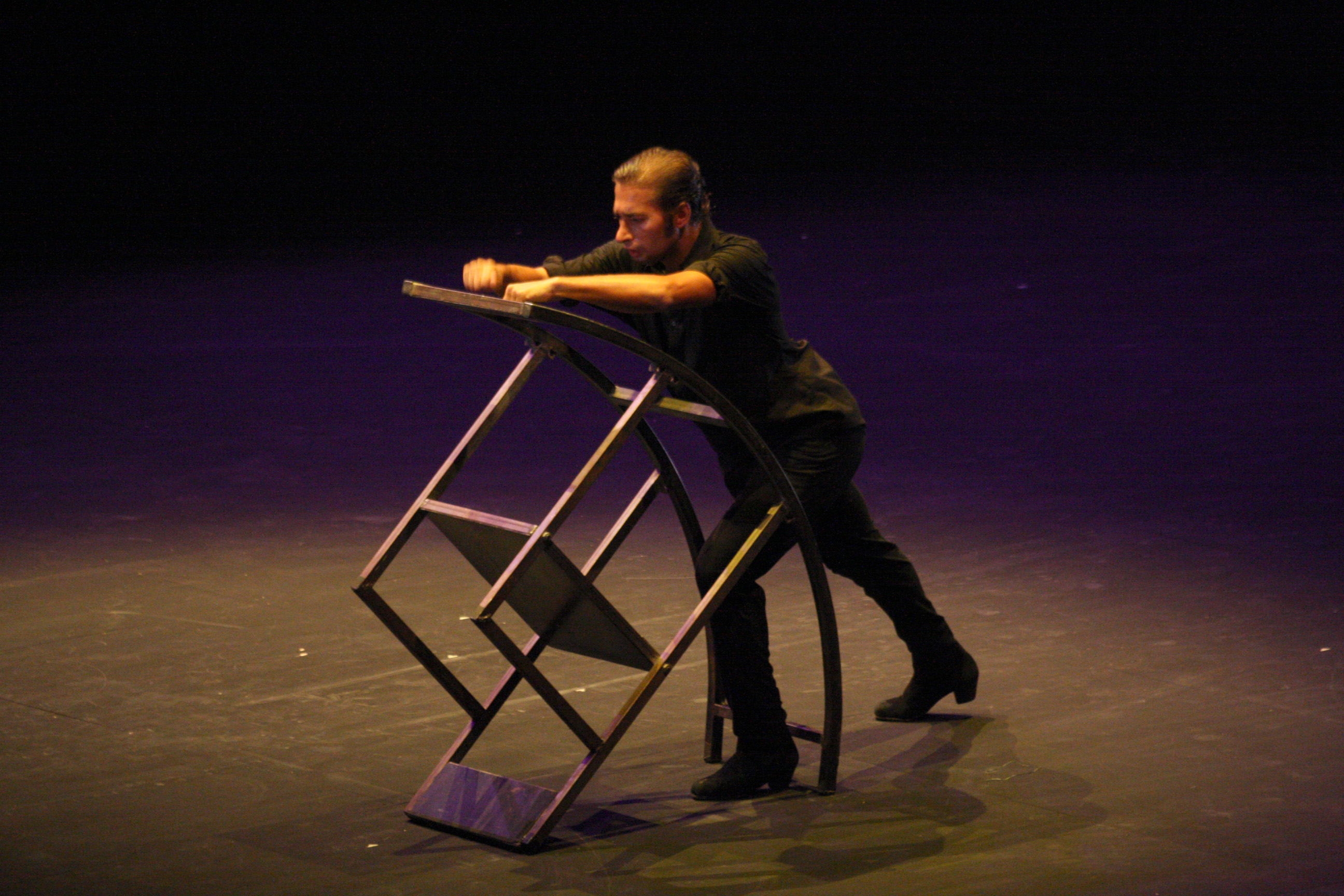
Israel Galván (2008)

Israel Galván de los Reyes (* 1973 in Sevilla) ist ein spanischer Flamencotänzer (bailaor) und Choreograph. Er erlernte das Tanzen in jungen Jahren durch seinen Vater, den Tänzer José Galván, und seine Mutter Eugenia de los Reyes.
Heute gilt er als einer der bedeutendsten zeitgenössischen Flamencotänzer aufgrund seiner gewagten Choreographien sowie komplizierten und teils explosiven Fußbewegungen, die durch Momente der Stille durchbrochen werden. Man kann seine Tanzkunst auch als Avantgardeflamenco bezeichnen. Sie wurde vielfach ausgezeichnet.

## Karriere
- 1994 schloss er sich der  Compañia Andaluza de Danza unter der Leitung von Mario Maya an. Im Laufe eines Jahrzehnts gewann eine Vielzahl bedeutender Flamencopreise, unter anderem den Premio Nacional de Danza 2005 für die kreative Erneuerung des Flamenco.[1]
- 1998 gründete er seine eigene Compañia und schuf sein erstes Werk "Mira Los Zapatas Rojos". Mit jedem neuen Werk wuchs sein Ruf als risikofreudiger Künstler. So stellt "Metamorphosis" eine Flamencoversion von Kafkas gleichnamiger Novelle dar (deutscher Titel "Die Verwandlung").
- Die Choreographie Arena setzt sich mit dem Stierkampf auseinander.
- Weitere bedeutsame Werk sind La Edad de Pro, Tabula Rasa, Solo, El Final, La Curva und Lo Real/Le Réel/The Real.[2][3]
- In all seinen Werken hat Israel Galván mit klassischen Flamencokünstlern kooperiert wie Fernando Terremoto, Inés Bacan, Bobote, El Electrico, sowie mit zeitgenössischen Erneuerern des Flamenco wie Enrique Morente, Gerardo Núñez, Miguel Poveda, Diego Carrasco, Diego Amador, Alfredo Lagos sowie mit zeitgenössischen Musikern.
- Für seine jüngere Schwester Pastora, ebenfalls eine berühmte Flamenco-Tänzerin, schrieb er eine Reihe von innovativen und facettenreichen Choreografien. Hervorzuheben ist vor allem ''La Francesa'', mit der Pastora auf der Biennale von Sevilla 2006 Publikum und Kritik beeindruckte.[4]
- Kontrovers wurde sein Werk Lo Real/Le Réel/The Real 2013 aufgenommen: Standing Ovations in der Stasschouwburg in Amsterdam folgten der sehr konservativen Reaktion bei der Premiere in Madrid. Dies hat zum einen mit der Thematik zu tun: dem Nazi-Holocaust an den Roma. Zum anderen damit, wie Israel Galván sich körperlich ausdrückt bis hin zu dargestellter selbst zugefügter Gewalt. Galván bezieht sich in seinem Stück explizit auf Leni Riefenstahls Film Tiefland, der zwischen 1940 und 1944 gedreht wurde.[5]
- Premios Max ist der wichtigste spanische Theaterpreis, der jedes Jahr vergeben wird. 2014 gewann Israel Galván den Preis in den drei Kategorien Coreografía, Interpretación und Espectáculo für Lo Real/Le Réel/The Real.[6][7]
- In Madrid fand am 27. Juni 2014 die Uraufführung des Genregrenzen überschreitenden Werks Torobaka (ein Wortspiel aus den spanischen Wörtern toro (Stier) und vaca (Kuh, als Anspielung auf die heilige Kuh in der indischen Kultur))[8] statt. Israel Galván trat dort zusammen mit Akram Khan, englischer Choreograph und Tänzer mit bengalischen Wurzeln, auf. Beide wurden begleitet von polyphoner Musik mit Elementen gregorianischer Choräle, liturgischer Gesänge, Liedern in Hindu bis hin zu Klängen von Anda Jaleo.[9] Die deutsche Erstaufführung fand am 11. Juli 2014 in Dresden statt.[10]
- Ebenfalls 2014 veröffentlichte Israel Galván sein Werk FLA.CO.MEN. Auf seiner Website heißt es, es handele sich um ein Konzert.[11] In diesem Stück dekonstruiert Galván den Flamenco und setzt ihn auf humorvolle Weise wieder zusammen. Die Musik ist teilweise freejazzig bis experimentell, aber auch traditionell. Die Deutschlandpremiere fand am 9. Februar 2015 in Bremen statt.[12] 2015 gewann er den Preis in der Kategorie Bailarín principal für seine Aufführung FLA.CO.MEN.[13]
- Im Rahmen der documenta 14 zeigte Israel Galván vom 19. – 21. April 2017 in Athen zusammen mit dem Sänger Niño de Elche und dem Künstler Pedro G. Romero die dreitägige performative Intervention La farsa monea.[14] Dabei handelt es sich um eine Reflexion über die gesellschaftliche Produktion von Werten innerhalb der Kunst der Armen, der Tradition des Flamencos und der politisch Untergebenen – eine Sammlung von drei verschiedenen Münzen wird mit dem Materialismus des Rechts, des Bildersturms und der Prostitution in Beziehung gebracht. Spiel und Tanz dieser Münzen verwandeln das Museum in ein Material- und Körpertheater.[15]
- Am 6. Mai 2017 gab Israel Galván die Weltpremiere von La Fiesta im österreichischen St. Pölten gegeben. „So treffen in dieser neuen Kreation ... neun tanzende Stimmen und singende Körper aufeinander und geben sich in hohen Tönen den unermesslichen Energien ihrer Zusammenkunft hin. ... Indem er sich mit neun atypischen Tänzern und Musikern umgibt, tritt Israel Galván hinter die Bewegung zurück, einer Bewegung, die einzig und verschlüsselt die Essenz des Balletts ist“, heißt es auf der Website und im Programmheft des Festspielhauses St. Pölten.[16][17]

## Ausstellungen
- 2017 documenta 14, Kassel